# Papatuanuku

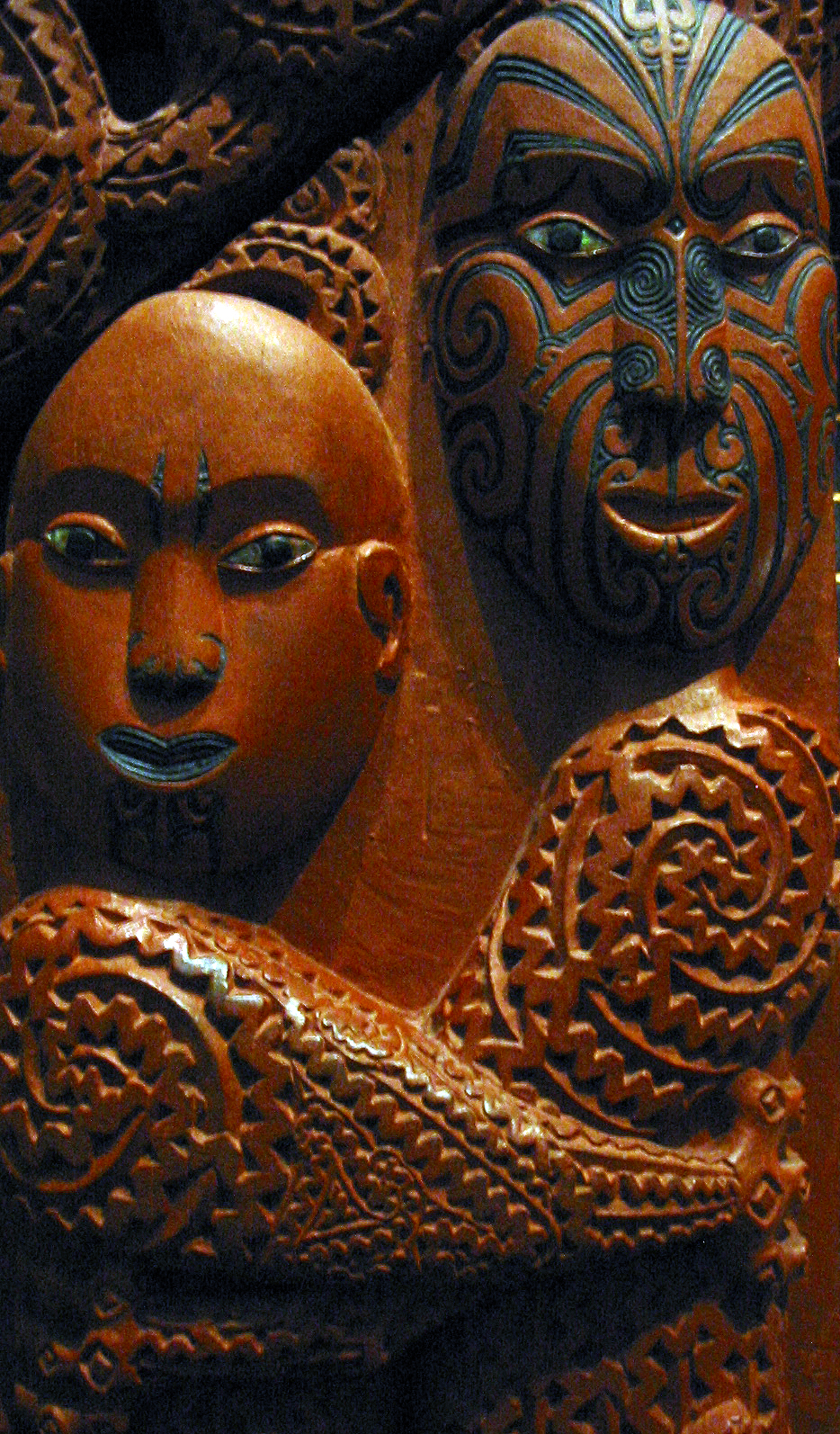
Papatuanuku (links) en Ranginui in een innige omhelzing

Papatuanuku (ook Papatūānuku of Papa) is een moedergodin uit de mythologie van de Maori, vergelijkbaar met Moeder Aarde.
In verschillende versies van het scheppingsverhaal van de Maori vormt zij een paar met de god van de lucht, Ranginui, met wie zij in een omhelzing uit het niets verscheen.
Hun kinderen, die in het donker tussen hen in leefden, dwongen ze te scheiden. Ranginui moest naar boven verhuizen en Papatuanuku daalde af naar beneden.